# Hollebeke
Hollebeke ist ein flämisches Dorf in der belgischen Provinz Westflandern, heute Teil von Ypern.

## Geschichte
Im Ersten Weltkrieg war der Ort (wie auch andere benachbarte Teile von Ypern, wie Klein Zillebeke) Schauplatz schwerer Kämpfe, da das Gebiet über nahezu die gesamte Kriegszeit in unmittelbarer Frontnähe lag. Besondere Bedeutung erlangte der Ort dadurch, dass hier kurz nach Kriegsbeginn Khudadad Khan das erste Victoria-Kreuz erwarb, das jemals einem gebürtigen Südasiaten verliehen wurde.
1970 wurde es in Zillebeke eingemeindet, das wiederum 1976 mit der Stadt Ypern, ca. 7 Kilometer entfernt, zusammenging.

## Benennung
Zur Erinnerung an die kanadischen (und australischen) Truppen, die bei Hollebeke kämpften, wurde 1917 der Hollebeke Mountain (49° 23' 30" Nord, 114° 34' 10" West) in der Nähe des Pincher Creek im Grenzgebiet zwischen Alberta und British Columbia nach dem Dorf benannt.